# Каспийский лосось
Каспийский лосось (лат. Salmo caspius), или каспийская кумжа (лат. Salmo trutta caspius), — подвид кумжи из семейства лососевых. Каспийский лосось самый крупный представитель рода лососей (некоторые особи достигали массы более 50 кг). Масса взрослых особей 2—7 кг, длина до 1 метра. Проходная рыба, размножается в реках с галечниковым дном. Размножение происходит с октября по январь, при температуре воды 3—13 °C.
Подвид близок к черноморскому лососю, от которого отличается более низким хвостовым стеблем.
Каспийский лосось занесён в красную книгу Азербайджана, Казахстана и России.

## Распространение
Каспийский лосось распространён в Каспийском море и некоторых впадающих в него реках. Главным образом распространён в юго-западной части моря, откуда входит в реки, стекающие с Кавказского хребта. На севере Каспия малочисленен, до начала XX века заходил в реки Волга и Урал.
В реках Кура, Терек, Аракс, Самур и других лосось образует местные стада, различающиеся размерами и морфо-экологическим признакам. Рыбы куринского стада относительно более крупные.

## В филателии

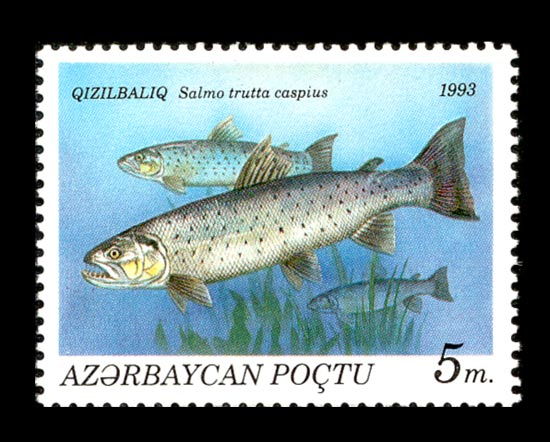
Каспийский лосось на марке Азербайджана
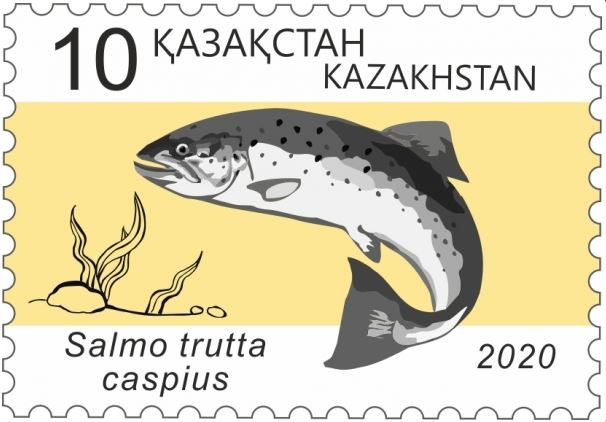
Каспийский лосось на марке Казахстана